# Nemmenich
Nemmenich is een plaats in de Duitse gemeente Zülpich, deelstaat Noordrijn-Westfalen, en telt 682 inwoners (2006).